# Har Gilo
Har Gilo (hebräisch הַר גִּלֹה Har Giloh) ist eine israelische Siedlung im Westjordanland mit 1590 Einwohnern (2018). Sie befindet sich zwischen den palästinensischen Städten Al-Walaja und Beit Jala, 5 Kilometer südlich von Jerusalem.

## Geschichte
Die Siedlung wurde 1968 gegründet und gehört zur Siedlungsgruppe Gusch Etzion. Sie wurde nach dem biblischen Ort Gilo benannt (Josua 15,51), der hier im Bergland Judas lag.
1994 hatte Har Gilo 387 Einwohner.